# اندیس باغ خشک ۱
باغ خشک ۱ یک اندیس فلزی است که در حوالی شهر پاریز استان کرمان قرار دارد و مادهٔ معدنی موجود در آن، پیریت است.  